# Jason Truby
Treść tego artykułu może nie być zgodna z zasadami neutralnego punktu widzenia,
ponieważ zwłaszcza sekcję Jason obecnie.
Dokładniejsze informacje o tym, co należy poprawić, być może znajdują się w dyskusji tego artykułu.
 Po wyeliminowaniu niedoskonałości należy usunąć szablon [[Szablon:Dopracować|]] z tego artykułu.
Jason Truby (ur. 1 czerwca 1973 w Little Rock) – amerykański gitarzysta.

## Życiorys
W wieku 15 lat dołączył do amerykańskiej grupy Living Sacrifice grającej głównie thrash oraz death metal. W 1997 roku Jason wraz ze swoim bratem Chrisem (gitara basowa) opuścili Living Sacrifice. Po odejściu Jason pisał głównie utwory instrumentalne. W 2003 roku nagrał z zespołem P.O.D. soundtrack do filmu Matrix: Reaktywacja.
Niedługo po tym Jason został stałym członkiem P.O.D. (Payable on Death). Pod koniec tego samego roku zespół wydał pierwszą płytę z Trubym, selftitle – „Payable On Death”. „Will You”, pierwszy singel z nowego albumu, utrzymywał się długo na pierwszym miejscu listy MTV TRL. W roku 2004, Jason wydał solowy album instrumentalny „The String Theory”. W 2006 roku ukazał się nowy album P.O.D – „Testify”. „Goodbye for Now”, pierwszy singel, zyskał wielką popularność i także długo utrzymywał się na pierwszym miejscu wielu list muzycznych. Pod koniec 2006 roku grupa opuściła ich wieloletnią wytwórnię i wydała album „Gratest Hits – Atlantic Years”. „Going in Blind” to ostatni z utworów, które zespół nagrał z Trubym. Jason zdecydował się opuścić P.O.D. i kontynuować solową karierę wraz z pomocą jego przyjaciela – Phila Keaggy. W sylwestra 2006 Jason po raz ostatni wystąpił z P.O.D. na wielkim koncercie, „Live at Times Square” w Nowym Jorku. Pod koniec 2007 roku Truby wydał drugi instrumentalny album „Waiting on the Wind”.

## Jason obecnie
Obecnie Jason pracuje wraz z Philem Keaggy nad wokalnym albumem.
Single, w których nagraniu uczestniczył Jason Truby: „Reject” (Reborn – 1996 r.), „Will You”, „Change the World” i „Sleeping Awake” (Payable on Death – 2003 r.), „Goodbye for Now” i „Lights Out” (Testify – 2006 r.) oraz „Going in Blind” (Gratest Hits – 2006 r.). Warto posłuchać również instrumentalnych albumów Jasona, „String Theory” (2004 r.) oraz „Waiting on the Wind” (2007 r.). Truby został opisany w książce „Beetween the Strings”.

## Sprzęt
Jason zazwyczaj używa gitar Gibson Les Paul Standard i Gibson SG Standard.
Za wzmocnienie odpowiadają wzmacniacze Mesa Boogie m.in. Dual i Triple Rectifier oraz Roadking, na kolumnach
Rectifier Standard 4x12 Slanted oraz straight i Rectifier 2x12 horizontal.